# El Pesebre (oratorio)
El Pesebre es un oratorio con música de Pau Casals y letra de Joan Alavedra i Segurañas. La traducción correcta al castellano es el belén o el nacimiento, ya que el pesebre es el nombre dado en Cataluña a la representación artística por medio de figuras del nacimiento de Cristo, que se hace durante la época navideña, y es esta acepción de la palabra catalana Pessebre la que da título al oratorio.

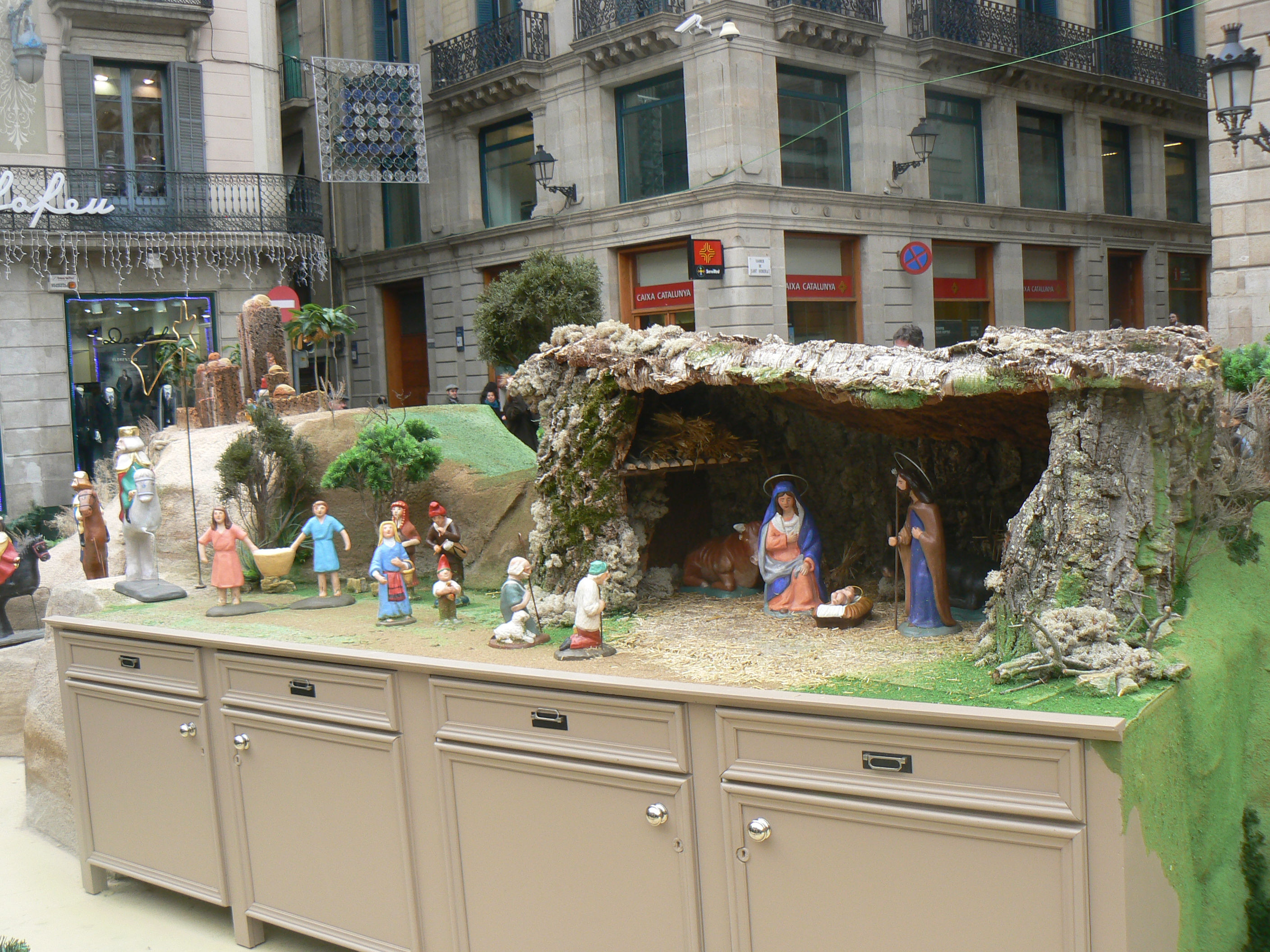
Nacimiento en Barcelona

## Descripción
El oratorio consta de un prólogo y cuatro partes que describen la Anunciación a los pastores, La llegada de los Reyes de Oriente, El pesebre y la adoración de los pastores. La partitura termina con el Gloria, un canto a Dios subrayando el deseo de paz.

### Personajes y sus voces
| Personajes                             | Voz                    |
| -------------------------------------- | ---------------------- |
| El narrador                            | Tenor                  |
| El Angel                               | Soprano                |
| Pastores solistas                      | Tenor, Barítono        |
| Pastores                               | Coro de Hombres        |
| Hombre del pozo                        | Bajo                   |
| Pescador                               | Bajo                   |
| Labrador                               | Bajo                   |
| Pastora                                | Soprano                |
| Mujer                                  | Contralto              |
| Los tres pajes de los reyes de oriente | Tenor, Barítono y Bajo |
| La Virgen María                        | Soprano                |
| San José                               | Tenor                  |
| La mula                                | Contralto              |
| El Buey                                | Bajo                   |
| El rabadán                             | Contralto              |
| Rey Melchor                            | Barítono               |
| Rey Gaspar                             | Tenor                  |
| Rey Baltasar                           | Bajo                   |

El Pesebre es un tema de paz, de pureza de sentimientos, de fe y de esperanza, pensando que de esta misma pureza surgirá la grandiosidad del espíritu. Nada mejor que este mundo, entre ingenuo y conmovido de la Navidad cristiana. El poeta le proporcionaba un doble fervor: el de la Natividad y el de la evocación simultánea de la Pasión; el de la alegría de la estrella anunciadora y la agonía del sacrificio por el mismo hombre. Y Casals trabajó con esta doble emoción: el Niño Dios, que llora como sí en su llanto pudiera caber todo el sufrimiento del mundo, y lo esparce adivinada de un Cristo dolorido, muriendo por amor a la Humanidad y para redimirla del olvido del espíritu.

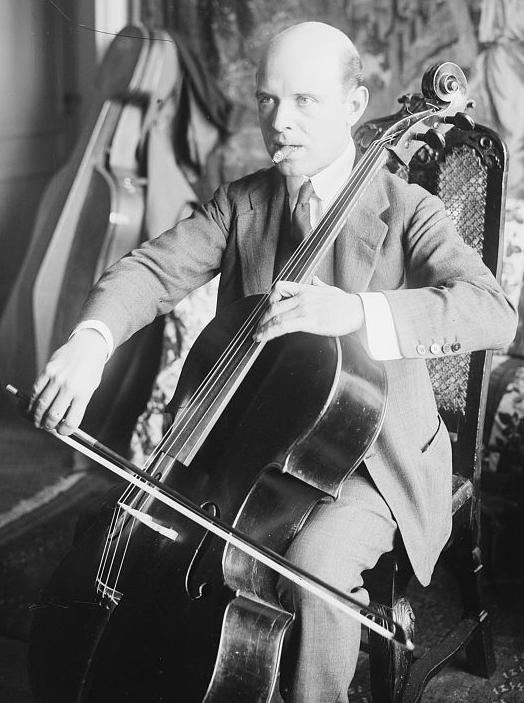
Pau Casals y sus dos inseparables (El violonchelo y el cigarro)

## Historia
Esta obra nació del deseo de una niña. La hija de Joan Alavedra llamada María, que entonces tenía cinco años, le pidió en Navidad que le construyera el pesebre. Salieron una mañana y, en el mercadillo de las escaleras de la Catedral de Barcelona, compraron el corcho para hacer las montañas y la cueva, el musgo para los prados, y las figuras para animar el paisaje. Lo montaron en un rincón del comedor. Después de cantar los villancicos tradicionales El noi de la mare, El Rabadán y El Cant dels ocells, Maria pidió a su padre que hiciera un poema. Joan Alavedra cogió pues, un cuaderno, dispuesto a empezar. Se trataba de hacer hablar aquellas figuras que tenía ante los ojos. Y de hacerlas hablar en un lenguaje comprensible para una niña. ¿Qué tenían que decir?. El sentido del pesebre, es decir, la trascendencia del Nacimiento...
En 1944, el poeta Joan Alavedra entregó a Pau Casals el texto de El Pesebre y animó al músico a escribir un oratorio creado en una atmósfera y un carácter catalanes. Casals trabajó años y virtualmente acabó las tres primeras partes de la obra. Y cuando la Naciones Unidas lo invitaron, para decir un mensaje de paz, que junto con su arte extraordinario, llegara a todos los rincones del mundo renació en Casals la idea de seguir trabajando en su Oratorio «El Pesebre» y en 1960 revisó lo que ya estaba hecho y acabó la cuarta y última parte, en la que quiso ofrecer como un resumen, en un gran coral, el mensaje de sus íntimos sentimientos de artista que sabe que tan sólo la Paz puede salvar el género humano de sus infinitos errores. Y trabajó en su hogar de Puerto Rico con todo el fervor y con plena convicción.
El poema está escrito en catalán y Pau Casals utilizó su música al servicio de su propio idioma y de su honda condición de catalán pero nunca utilizó elementos folclóricos de Cataluña. Los temas son todos absolutamente originales, a pesar de que conservan el perfil y carácter de su ambiente poético.
Por la misma razón, Casals utilizó en la composición una técnica clara y limpia, huyendo de cualquier efectismo. La preocupación del músico fue la de servir a la grandiosidad y pureza de la idea con toda la sinceridad expresiva del conocimiento y del sentimiento. Cada plan, cada estampa, incluso el que podríamos denominar cada episodio, responden en un estado de ánimo derivado de una identificación del artista con el hombre que desea ver triunfar un ideal de justicia. Y la música apenas es ornamento, sino línea recta, noble y generosa.
Su Oratorio «El Pesebre» se convirtió en un mensaje universal,  para tratar de unir a los pueblos, de convencer a todos y de conmover a quienes sean capaces de conmoverse.